# Museo Carmen Thyssen Andorra
El Museo Carmen Thyssen Andorra (en catalán Museu Carmen Thyssen Andorra) es un museo situado en la localidad andorrana de Las Escaldas, en la parroquia de Las Escaldas-Engordany. Se encuentra en la planta baja del antiguo Hostal Valira. Fue inaugurado el 16 de marzo de 2017 con la muestra «Escenaris» incluyendo veintidós seis obras de artistas como Ramón Casas, Paul Gauguin, Hermen Anglada Camarasa y Richard Estes. Se nutre de la Colección Carmen Thyssen-Bornemisza, con un fondo formado por obras del siglo XIX y XX, y también obras del siglo XVI hasta la actualidad. 
La sede de Andorra de la institución fue la primera internacional, después del Museo Nacional Thyssen-Bornemisza de Madrid y el Museo Carmen Thyssen de Málaga.
Su director artístico y conservador es Guillermo Cervera. En 2018, la pinacoteca fue nominada a mejor museo novel europeo del año 2018 por la UNESCO y The Guardian incluyó la muestra “Allées te venues. Gauguin i quatre segles de camins en l'art” como una de las 20 exposiciones recomendadas para ver en una escapada por Europa.

## Edificio Hostal Valira
Se encuentra en la planta baja del Hostal Valira, antiguo establecimiento hotelero y balneario de la parroquia andorrana de Las Escaldas-Engordany, promovido por el abad de Montserrat Antoni Maria Marcet en 1929 y proyectado e inaugurado en 1933 por el arquitecto benedictino Celestí Gusí, según el diseño del arquitecto Puig i Cadafalch. El objetivo principal del hotel era acoger a los monjes pero nunca llegaron a vivir; posteriormente declararse como un establecimiento de lujo. Desde el 1943 es propiedad de la familia Reig. Fue usado como hotel hasta el año 2000. Posteriormente sufrió un incendio que afectó a la estructura. A partir de ese momento, a raíz de las reformas llevadas a cabo, se construyeron viviendas de lujo y se dejó la planta baja para, posteriormente, dedicarlo al museo.  
Los bloques de granito de la fachada, dispuestos siguiendo una estructura de nido de abeja, son un rasgo singular de la cultura andorrana. Por ello, este edificio se enmarca dentro de la llamada arquitectura de granito, característica del Principado. Es un ejemplo relevante de la arquitectura de granito por su calidad arquitectónica. Además, fue uno de los establecimientos hoteleros y termales más antiguos de Andorra. 

## Exposiciones
- "Escenaris. De Monet a Estes. De Trouville a NovaYork", que sirvió de inauguración del Museo Carmen Thyssen Andorra (2017/2018).[6][7]
- "Allées te venues. Gauguin i quatre segles de camins en l'art" (2018).[4][8]
- "Femina Feminae. Les muses i la col·leccionista. De Piazzetta a Delaunay". (2018/2019).[9]
- "Influencers en l'art. De Van Goyen al Pop Art". (2019/2020).[10]